# Гауденције (епископ Наисуса)
Гауденције Нишки (лат. Gaudentius de eveque Naissus; 343—350) био је епископ града Наисуса (Ниш) у 4. веку.
У историографији се помиње као један од епископа учесника Сабора у Сердики (данашња Софија) 343. године. На Сабору је бранио Символ вере усвојеног на Првом васељенском сабору у Никеји 325. године.
Његов потпис стоји на одлукама Сабора у Сардици које су прослеђене епископу Рима Јулију I. Ускрс 344. године славио је заједно са Светим Атанасијем Великим, такође значајним учесником Сардичког сабора и бранитељем православља.
На месту епископа Ниша остао је до смрти цара Констанса I, 350. године.